# Polyacme
Polyacme là một chi bướm đêm thuộc họ Geometridae.

## Các loài
- Polyacme dissimilis (Warren, 1897)
- Polyacme subpulchra (Warren, 1897) Queensland